# 金讷拉耶伯德纳
金讷拉耶伯德纳（Channarayapatna）是印度卡纳塔克邦哈桑县的一个城镇。总人口33240（2001年）。

## 人口
该地2001年总人口33240人，其中男性16980人，女性16260人；0—6岁人口3821人，其中男1949人，女1872人；识字率73.14%，其中男性为77.64%，女性为68.44%。